# Capitulation du conclave

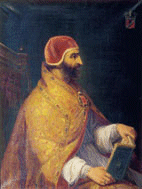
Innocent VI, premier pape à accepter une capitulation, et premier pape à être passé outre

Une capitulation du conclave ou capitulation électorale est un acte de capitulation rédigé par le Collège des cardinaux pendant un conclave, afin de tenter de limiter la souveraineté du pape élu. Généralement, le texte de la capitulation était rédigé avant le premier tour de scrutin et tous les cardinaux devaient jurer de respecter le texte en cas d'élection. Les capitulations faisaient partie des outils à la disposition du Collège des cardinaux pour limiter la suprématie papale (en) et « faire de l’Église une oligarchie plutôt qu'une monarchie ».

## Histoire
Lors des conclaves des XIe siècle au XIIIe siècle, le Collège des cardinaux avait à plusieurs reprises effectué des tentatives informelles pour influencer les actions des futurs papes. La première capitulation est rédigée lors du conclave de 1352, qui élit le pape Innocent VI, et, la plupart des conclaves ayant eu lieu dans les trois siècles qui suivirent, produisirent des documents similaires.
En 1353, Innocent VI déclara la première capitulation contraire à sa Constitution apostolique, Sollicitudo, en se référant à la Constitution du pape Grégoire X, Contingit, interdisant aux conclaves de se pencher sur autre chose que l'élection du prochain souverain pontife. Cette interprétation perdura avec les capitulations suivantes, qui furent pour la plupart ignorées. Ainsi, l'historien de la papauté Frederic Baumgartner parle des capitulations comme d'« un exercice de futilité ». Un autre historien de la papauté, Paul Van Dyke, défend la thèse qu'au moment de l'élection du pape Sixte IV (1471), « tous les papes depuis quarante ans avaient signé et promptement rompu [les] capitulations du conclave ». Jugie considère, lui, que le « recours régulier aux capitulations » était « avant tout, un aveu de faiblesse » de la part du Sacré-Collège.
Bien qu'elle ne fut pas la dernière capitulation, celle du conclave de 1513 (qui élit le pape Léon X) marqua un tournant dans la suprématie pontificale et dans les tentatives de la limiter à travers des documents formels; plus jamais le Collège n'essaya de limiter le nombre de ses membres à travers des capitulations ; et, bien que certains cardinaux conservèrent leur influence, le Collège en tant qu'entité ne regagna son pouvoir de Sénat de l’Église.
En 1676, le pape élu Innocent XI demanda au Collège de reprendre la capitulation qui avait été rédigée par le conclave précédent avant d'accepter son élection.
La constitution Universi Dominici gregis, adoptée par Jean-Paul II en 1996 interdit la pratique des capitulations électorales:

« J'interdis aux Cardinaux d'établir des accords avant l'élection, ou bien de prendre, par une entente commune, des engagements qu'ils s'obligeraient à respecter dans le cas où l'un d'eux accéderait au Pontificat. Si de telles promesses se réalisaient en fait, même par un serment, je les déclare également nulles et non avenues. »

## Liste des capitulations électorales
| Conclave            | Pape élu      | Termes de la capitulation | Notes |
| ------------------- | ------------- | --- | --- |
| 1352                | Innocent VI   | La taille du Collège des cardinaux est limitée à 20 membres; pas de nouveaux cardinaux avant que leur nombre ne descende à 16. Une majorité des deux-tiers du Collège est nécessaire pour approuver la création, l'excommunication, la privation de suffrage, l'expropriation ou la réduction des revenus d'un cardinal, ou la demande de fonds aux souverains ou aux clergés nationaux. Le Collège dispose d'un droit de veto sur les décisions et politiques papales. Tous les revenus du pape sont partagés avec le Collège. | La première capitulation du conclave est déclarée nulle par Innocent VI en 1353. |
| 1431                | Eugène IV     | La moitié des revenus pontificaux doivent être partagés avec le Collège des cardinaux. Aucune décision majeure ne peut être prise sans le consentement du Collège. | Eugène IV publia une bulle pour déclarer la prise d'effet de la capitulation, mais il revint dessus par la suite. Il essaya de mettre un terme aux réformes du pape Martin V, qui avait privé le Collège du contrôle des revenus de l'Église. |
| 1458                | Pie II        | Mise en place d'un système d'entraide pour les cardinaux les plus pauvres, et croisade contre les Ottomans. | |
| 1464,               | Paul II       | Continuer les guerres de Croisade contre les Turcs. Le pape n'a le droit de quitter Rome qu'avec l'accord de la majorité des cardinaux; et de quitter l'Italie qu'avec l'accord de tous les cardinaux. La taille du Collège des cardinaux est limitée à 24 membres. Le nouveau pape ne peut nommer qu'un cardinal-neveu. L'élévation de nouveaux cardinaux et l'avancement des bénéfices sont soumis au consentement du Collège. | Similaire aux capitulations de 1431 et 1454. Une grande partie des trois jours que dura le conclave fut passée à rédiger la capitulation. Le cardinal Trevisan n'y souscrit pas. Paul II créa trois cardinaux-neveux. |
| 1471                | Sixte IV      | Continuer les Croisades contre les Turcs. | Limitations moins nombreuses aux pouvoirs du pape. Le favori, le cardinal Basilius Bessarion perdit toute chance d'être élu après avoir rejeté la capitulation. |
| 1484                | Innocent VIII | Les cardinaux sont protégés des représailles des souverains séculiers en réponse à leurs décisions prises en conclave. Le nouveau pape ne peut nommer qu'un seul cardinal-neveu. La taille du Collège des cardinaux est limitée à 24 membres. | |
| 1492                | Alexandre VI  | Limite la création de nouveaux cardinaux. | Pas d'autres conditions connues. |
| août-septembre 1503 | Pie III       | Le pape accorde 2 400 ducats par an aux cardinaux ayant des revenus annuels inférieurs à 6 000 ducats. Le Conseil général devait être tenu dans les deux ans, et tous les cinq ans par la suite. | La taille du Collège des cardinaux n'est plus limitée à 24 membres. |
| octobre 1503        | Jules II      | Aucune | Conclave le plus court de l'Histoire. |
| 1513                | Léon X        | La taille du Collège des cardinaux est à nouveau limitée à 24 membres. Décision de continuer les Croisades contre les Turcs, mais sans taxation des cardinaux. Reconstitution de la Curie romaine conformément à ce qu'avait entrepris Jules II. La Curie ne devait pas quitter Rome. Une majorité des deux-tiers du Collège est requise pour clore le Concile de Latran, pour nommer ou déchoir un cardinal, nommer un légat a latere, pour conférer certain offices ecclésiastiques (Jules II avait excommunié quatre cardinaux). Les laïcs exclus du gouvernement des États pontificaux. Des articles secrets confèrent des bénéfices aux cardinaux : le paiement mensuel de 200 ducats aux cardinaux disposant de revenus inférieurs à 6000 ducats par an Les cardinaux ne pouvaient pas être nommés légats sans leur consentement Les revenus des basiliques Saint-Pierre et Saint-Jean de Latran ne peuvent bénéficier qu'aux citoyens de Rome. | Les ambassadeurs des puissances impériales considéraient qu'une telle capitulation aurait peu de chance d'être suivie étant donné qu'elle conférait au cardinal élu, les pouvoirs d'une « demi pape ». Une version quelque peu erronée de la capitulation a été retrouvée dans le journal de Paris de Grassis. Le non-respect de la capitulation par Léon X marque la fin des tentatives de limiter la taille du Sacré-Collège ainsi que les pouvoirs du pape à travers ce genre de textes. Le Sacré-Collège abandonne son rôle de sénat pour celui d'un groupe de conseillers, moins influents. |
| 1521-1522           | Adrien VI     | Inconnu | Considérée comme "un exercice de futilité comme toujours" par Baumgartner |
| 1549-1550           | Jules III     | Similaire à celui de 1523. | Hippolyte d'Este retarda les négociations sur la capitulation pendant trois jours afin de donner plus de temps aux cardinaux français pour rejoindre le conclave. Elle est rédigée par six cardinaux élus par le Collège. |
| 1559                | Pie IV        | Interdiction au pape de déclarer la guerre aux princes catholiques (comme l'avait fait Paul IV avec l'Espagne). Le Concile de Latran doit être convoqué à nouveau. | |
| 1585                | Sixte V       | Continuer les Croisades contre les Turcs, faire la paix avec les souverains catholiques, finir la construction de la Basilique Saint-Pierre (qui durait depuis plus de 70 ans). | Il est peu fait mention des privilèges attribués aux cardinaux ou à la taille du Sacré-Collège. |
| septembre 1590      | Urbain VII    | Aucune de connue | |
| 1669-1670           | Clément X     | Réforme du clergé, indépendance du pape vis-à-vis des souverains séculiers, restauration du rôle de conseil des cardinaux. | |
| 1676                | Innocent XI   | Similaire à celle de 1670. | Unique dans la mesure où le cardinal élu a demandé au Collège de s'engager sur le texte adopté lors du conclave précédent. |